# P′′
P′′ é uma linguagem de programação primitiva criada por Corrado Böhm em 1964 para descrever uma família de Máquinas de Turing. Foi a primeira linguagem de programação sem instrução estruturada Ir Para a ser provada Turing completa.